# Kissin’ Time
«Kissin’ Time» — песня американского певца Бобби Райделла. Это был его первый сингл, он вышел в 1959 году Cameo-Parkway Records. Песня тогда вошла в первую двадцатку в США.
Авторы песни —  Берни Лоу и Кэл Манн.

## О песне
На момент записи Райделлу исполнилось 17 лет. Песня быстро добралась до одиннадцатой строчки Billboard Hot 100. Громкий успех «Kissin’ Time» сразу превратил певца в кумира подростков и позволил ему принять участие в турне по Австралии с такими исполнителями как The Everly Brothers, Билли «Крэш» Крэддок, Марв Джонсон, The Champs и The Crickets.

## Позиции в хит-парадах
| Чарт (1959)             | Высшая позиция | Пребывание в чарте |
| ----------------------- | -------------- | ------------------ |
| США (Billboard Hot 100) | 11             | 17 недель          |

## Версия Kiss
В 1974 году песня была записана группой Kiss.
Сделано это было ими по предложению основателя лейбла Casablanca Records Нила Богарта, чтобы помочь продажам их дебютного альбома Kiss (1974), который не очень хорошо продавался. Песня, изначально не включённая в треклист первого лонгплея, сначала (10 мая 1974 года) была выпущена отдельным синглом, а в июле была добавлена на альбом как шестой трек. Вокальные партии были исполнены Джином Симмонсом, Полом Стэнли и Питером Криссом.
В версии Kiss был несколько модифицированный музыкальным продюсером Кенни Кернелом (и сотоварищами) текст.
Песня стала небольшим хитом в США, достигнув 83 места в чарте Billboard Hot 100. Даже такой небольшой хит помог тому, чтобы группу заметила публика. После выхода песни (и в рамках продолжения кампании продвижения альбома) группа также провела собственный конкурс поцелуев (озаглавленный The Great Kiss Off) и выступила на телевидении на шоу Майка Дугласа (The Mike Douglas Show) и на передаче ABC’s in Concert.

## Список композиций
| №  | Название       | Автор(ы)            | Длительность |
| -- | -------------- | ------------------- | ------------ |
| 1. | «Kissin’ Time» | Берни Лоу, Кэл Манн | 3:52         |

| №  | Название          | Автор(ы)     | Длительность |
| -- | ----------------- | ------------ | ------------ |
| 1. | «Nothin’ to Lose» | Джин Симмонс | 3:26         |

## Участники записи
- Джин Симмонс — бас-гитара, вокал
- Пол Стэнли — гитара, вокал
- Эйс Фрэйли — соло-гитара
- Питер Крисс — ударные, вокал

## Позиции в хит-парадах
| Чарт (1974)             | Высшая позиция | Пребывание в чарте |
| ----------------------- | -------------- | ------------------ |
| США (Billboard Hot 100) | 83             | 5 недель           |